# Чжан Веньхун
Чжан Веньхун (спрощ.: 张文宏; ютпхін: Zhang Wenhong, 27 серпня 1969) — китайський лікар, член Комуністичної партії Китаю, який є директором і секретарем партійного відділення відділу інфекційних хвороб лікарні Хуашань, яка є філією Фуданського університету, директором відділення внутрішньої медицини Шанхайського медичного коледжу, а також є керівником Шанхайської групи експертів з лікування, заступником директора Шанхайського інституту захворювань печінки, та членом постійного комітету відділення інфекційних захворювань Китайської медичної асоціації.

## Професійна діяльність
Чжан Веньхун закінчив Шанхайський медичний університет у 1993 році за фахом медицина, та отримав ступінь доктора філософії у Фуданському університеті у 2000 році. У його дисертації на звання доктора філософії під назвою «Дослідження генних мутацій KatG Mycobacterium tuberculosis та їх зв'язку з резистентністю до ізоніазиду» було зроблено новаторське відкриття, що «мутація S315T була пов'язана з резистентністю до ізоніазиду, а заміна R463L істотно не впливає на ферментативну активність katG». Чжан також навчався в медичному центрі BI при Гарвардській медичній школі та в лікарні королеви Марії при Гонконзькому університеті.

### Повідомлення
В інтерв'ю 2018 року Чжан Веньхун сказав: «Завдяки постійному оновленню терапевтичних препаратів тепер можна вилікувати гепатит С».

### Пандемія COVID-19
Чжан Веньхун є лідером Шанхайської експертної групи з лікування пандемії COVID-19. Він запропонував керівникам лікарень особисто оглядати кімнати, а не «вказувати пальцем за спину інших»; змінити погляди, а «не знущатися над слухняними», "замінити всіх лікарів на всіх посадах на відомчих компартійців, «ні торгу». Відео з ним стало вірусним у Weibo та інших соціальних мережах, а користувачі мережі назвали його «жорстким директором». Пізніше в інтерв'ю засобам масової інформації він сказав: "Відтепер усі — «воїни». Ви не ізольовані вдома, ви воюєте! Вам дуже нудно? Вірус також буде «нудьгувати до смерті. (задушений) вами.» «Нудьте» собі два тижні". ; «Якщо все суспільство мобілізоване, заставити „нудьгувати“ вірус означає зробити внесок у розвиток суспільства». З того часу він висунув 3 важливі стандарти щодо повернення на роботу, а саме «запобігання спалахам, запобігання крадіжкам і запобігання спілкуванню з колегами».
Наприкінці лютого Чжан Веньхун заявив в інтерв'ю засобам масової інформації, що в Китаї перший випадок COVID-19 був лише в Ухані. Якби вірус потрапив би до Китаю ззовні, він повинен був би заразити кілька китайських міст одночасно, а не одне за іншим. Він також сказав, що джерело вірусу є суперечливим питанням, але повинні бути «точні підстави» для заяв, тому він не погоджується, що вірус походить з-за меж Китаю. Однак відповідні повідомлення були видалені з веб-сайтів новин материкового Китаю.
15 березня Чжан Веньхун опублікував повідомлення в офіційному обліковому записі WeChat відділення інфекційних хвороб лікарні Хуашань Фуданського університету. У дописі сказано: «Спочатку я вважав, що якби Китай належним чином контролював ситуацію, світ також би наслідував його приклад. Країни Східної Азії, такі як Сінгапур, Японія та Південна Корея, досягли успіху, але тепер Європа стала новим епіцентром епідемії, що приносить нам величезну невизначеність. Китай все ще зіткнеться з великими зовнішніми ризиками в майбутньому». Він також передбачив: «З огляду на поточні глобальні протиепідемічні заходи, фактично неможливо, щоб ця епідемія закінчилася цього літа. Якщо епідемія продовжуватиметься розвиваються в Італії та Ірані, тоді разом з цим зросте ризик того, що COVID-19 стане епідемією, яка триває не один рік».

## Публікації
- Профілактика та контроль COVID-19 (англ. Prevention and Control of COVID-19)[12] (кит.: 张文宏教授支招防控新型冠状病毒)[13] (доступна версія з перекладом перською, англійською, португальською та в'єтнамською мовами)[14]